# Mixtec whartoni
Mixtec whartoni är en stekelart som beskrevs av Marsh 1993. Mixtec whartoni ingår i släktet Mixtec och familjen bracksteklar. Inga underarter finns listade i Catalogue of Life.